# Douinia ovata
Douinia ovata là một loài rêu tản trong họ Scapaniaceae. Loài này được (Dicks.) H. Buch miêu tả khoa học lần đầu tiên năm 1928.